# جايسون هال (لاعب كرة قدم أمريكية)
جايسون هال (بالإنجليزية: Jason Hall)‏ هو لاعب كرة قدم أمريكية أمريكي، ولد في 31 أكتوبر 1983 في ماريتا في الولايات المتحدة.